# Heerde
Heerde es un municipio y una localidad de la Provincia de Güeldres de los Países Bajos.

## Galería

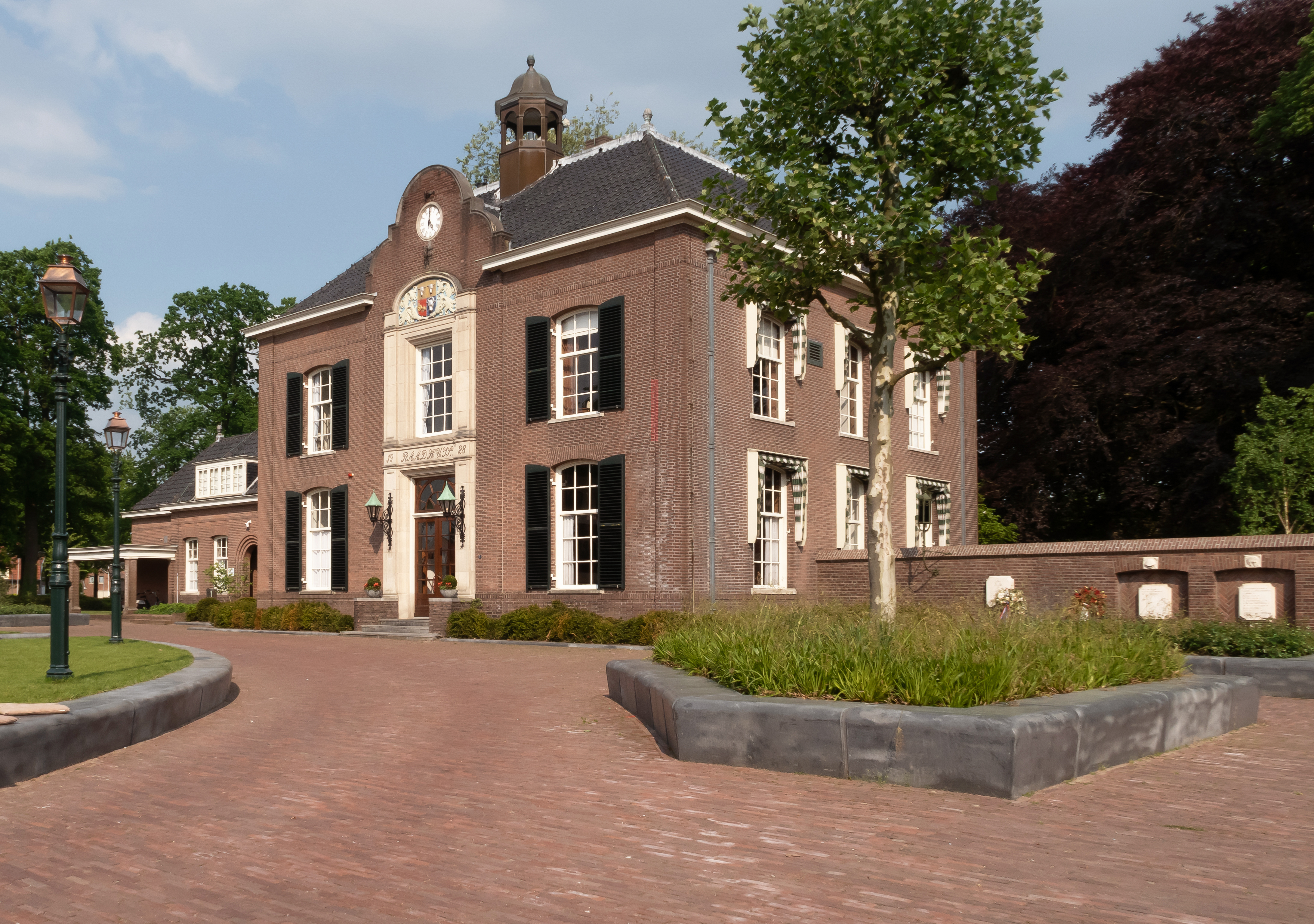
Heerde, el ayuntamiento
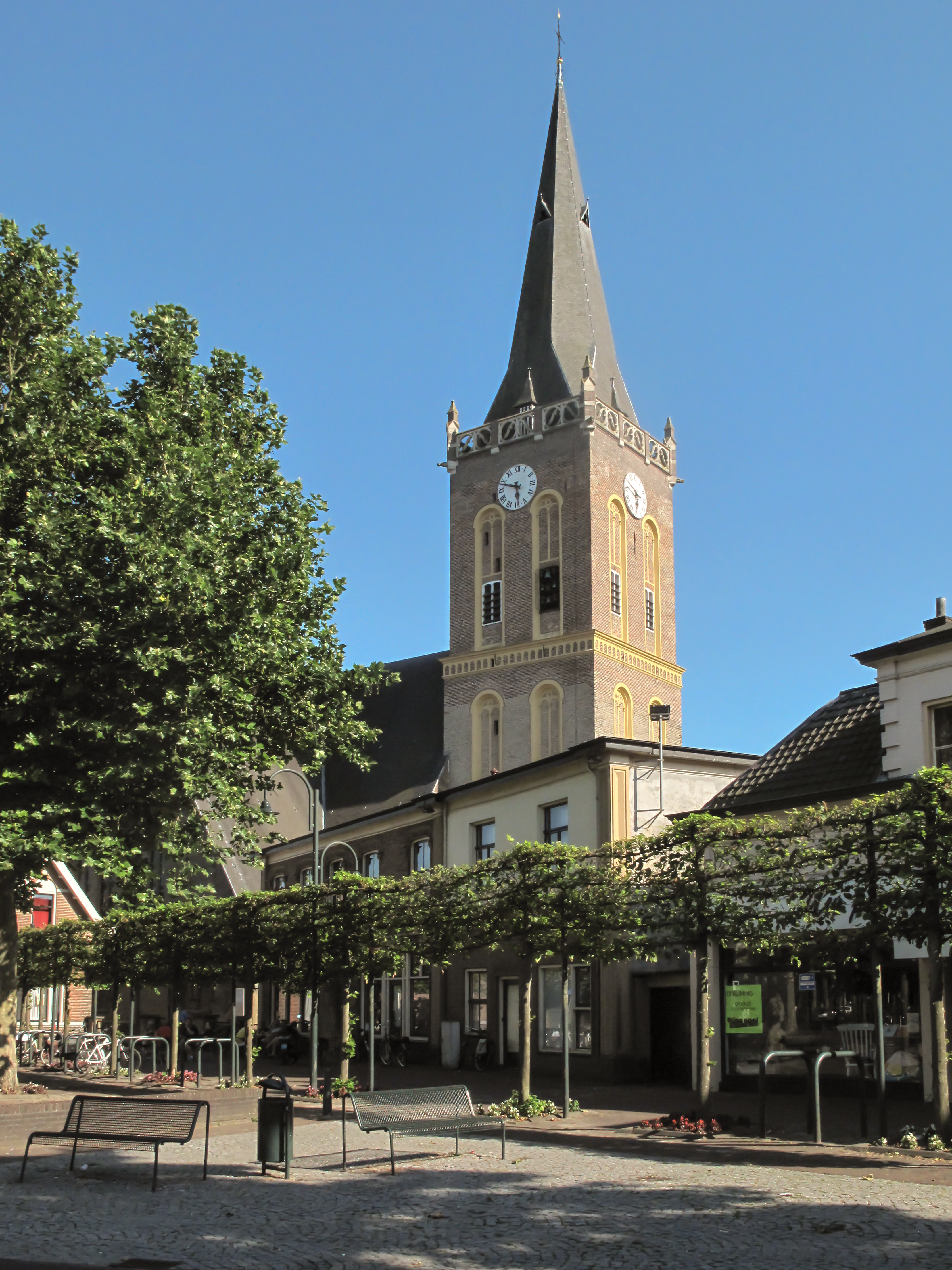
Heerde, la iglesia (el Johanneskerk) en la calle
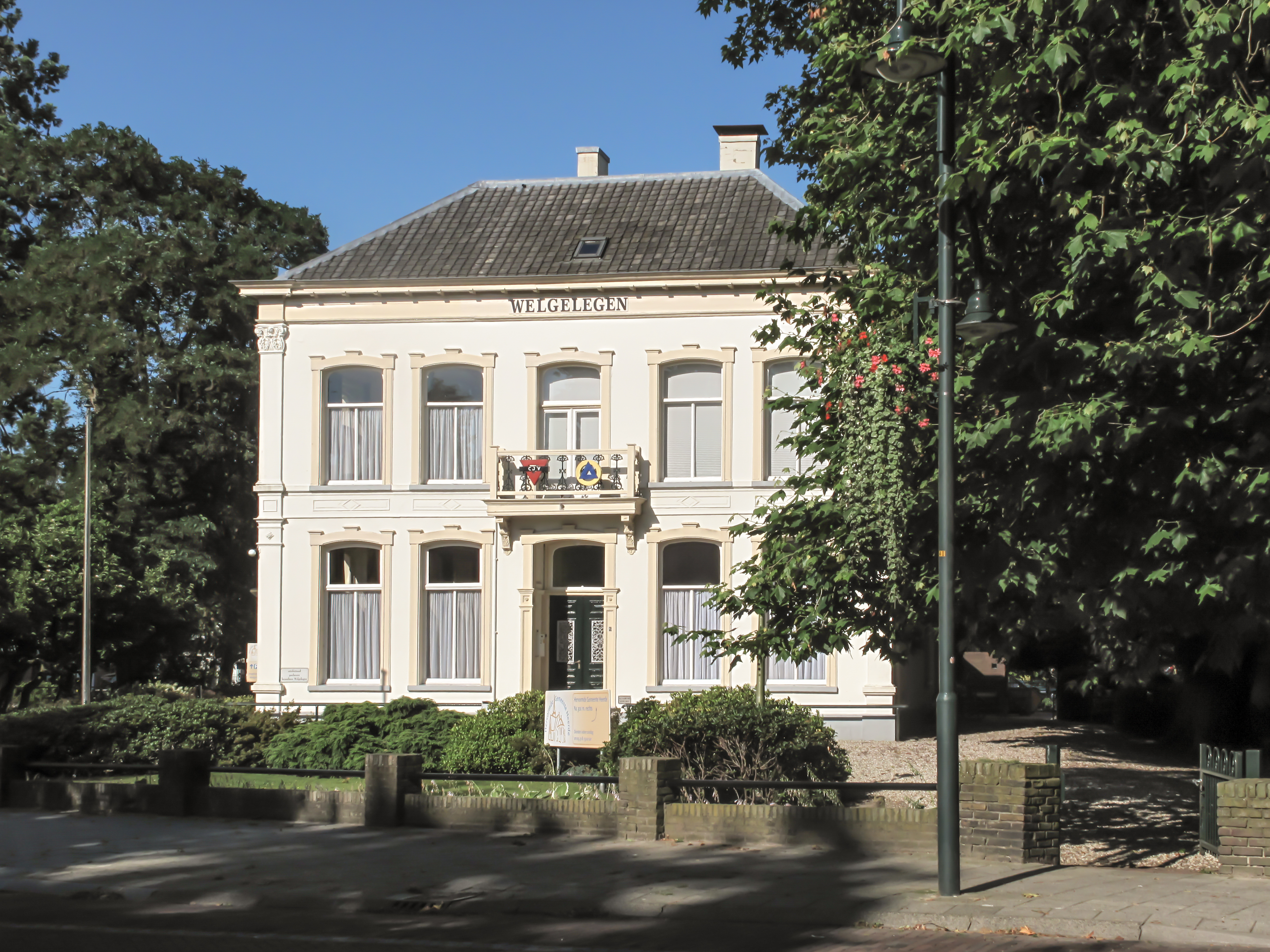
Heerde, la villa:  villa Welgelegen
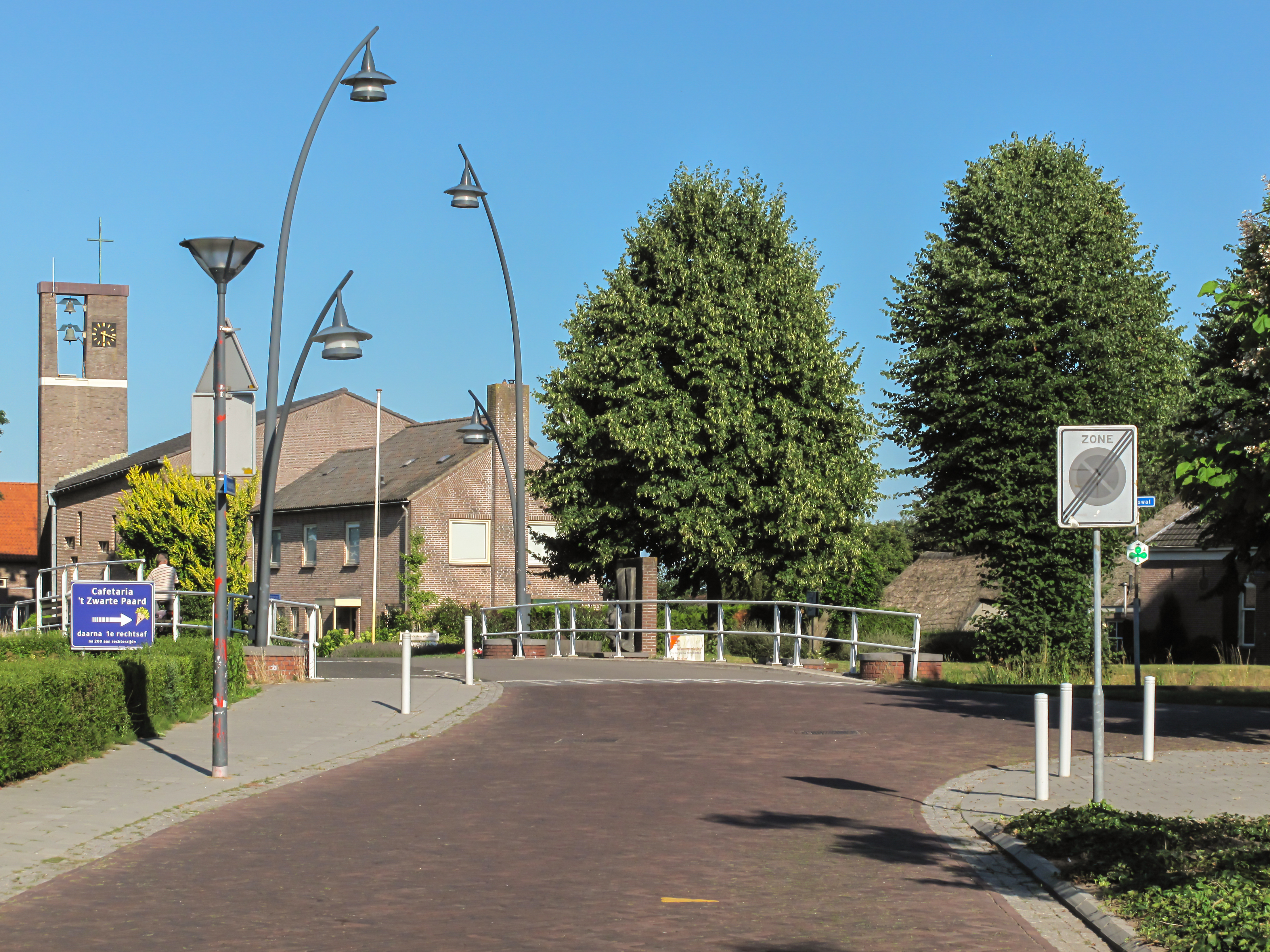
Wapenveld, vista en la calle: la Kerkstraat
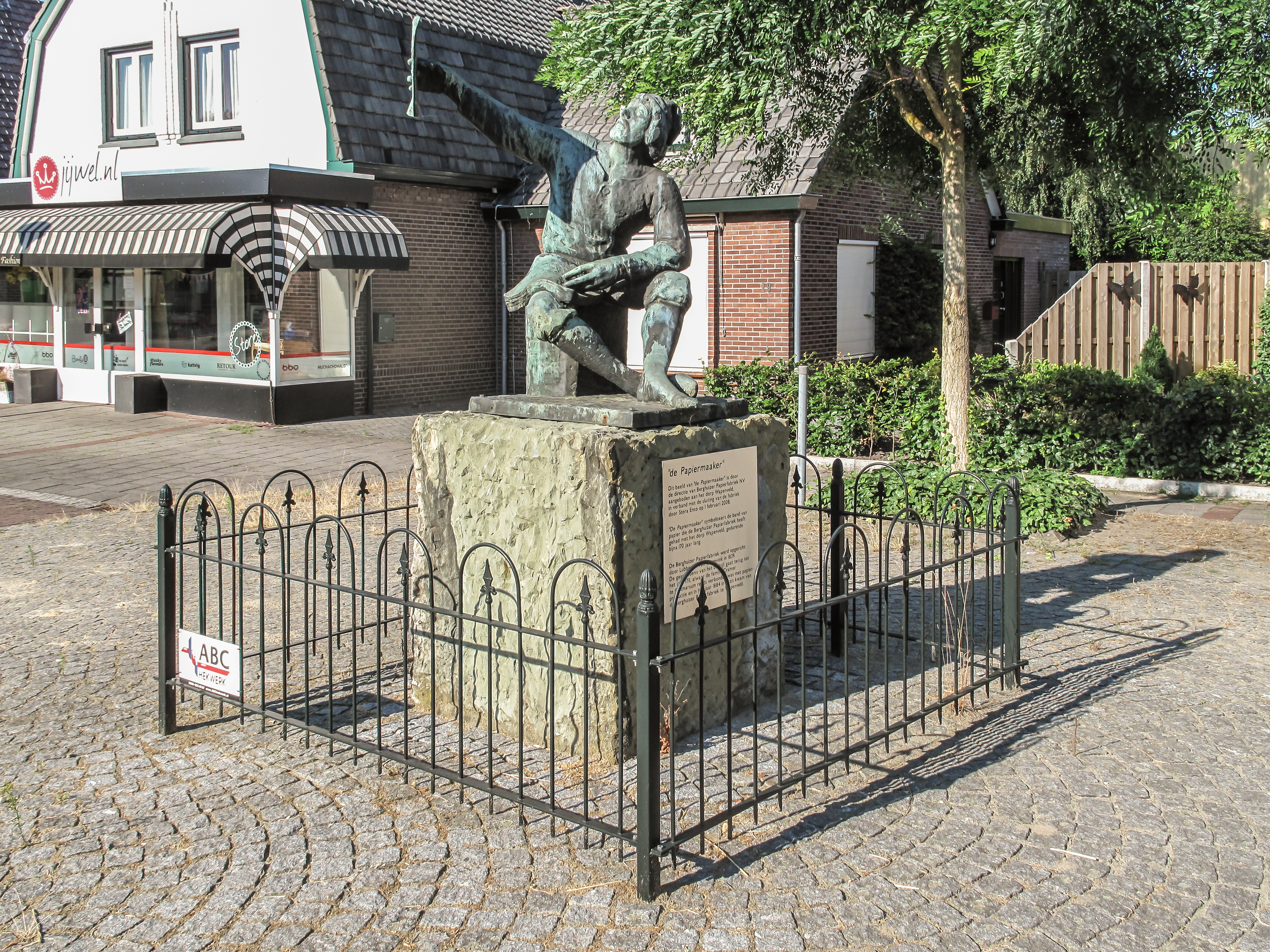
Wapenveld, la escultura: de Papiermaker (fabricante de papel) van Berghuizer Papierfabriek
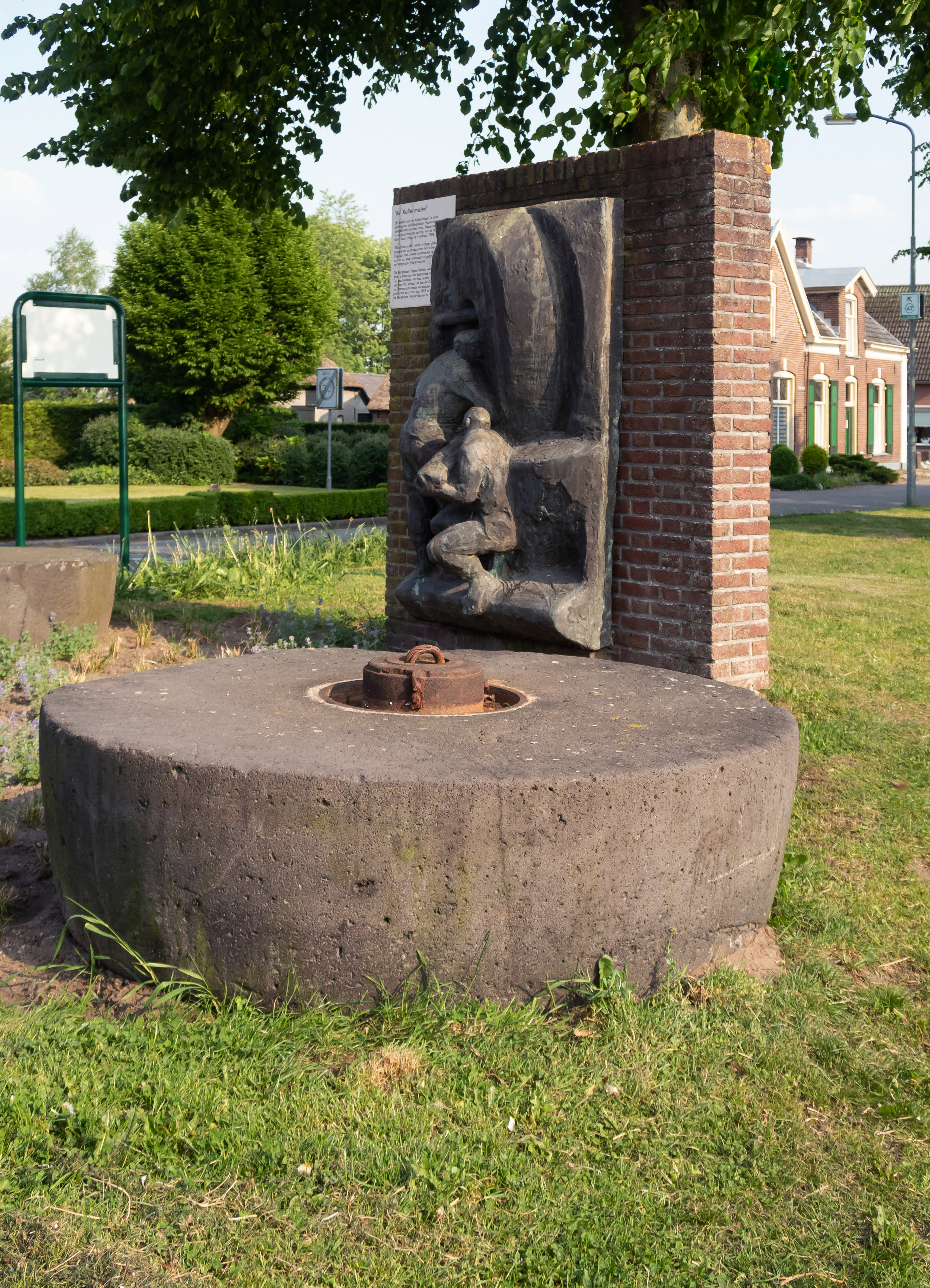
Wapenveld, la escultura del molino Kollermolen
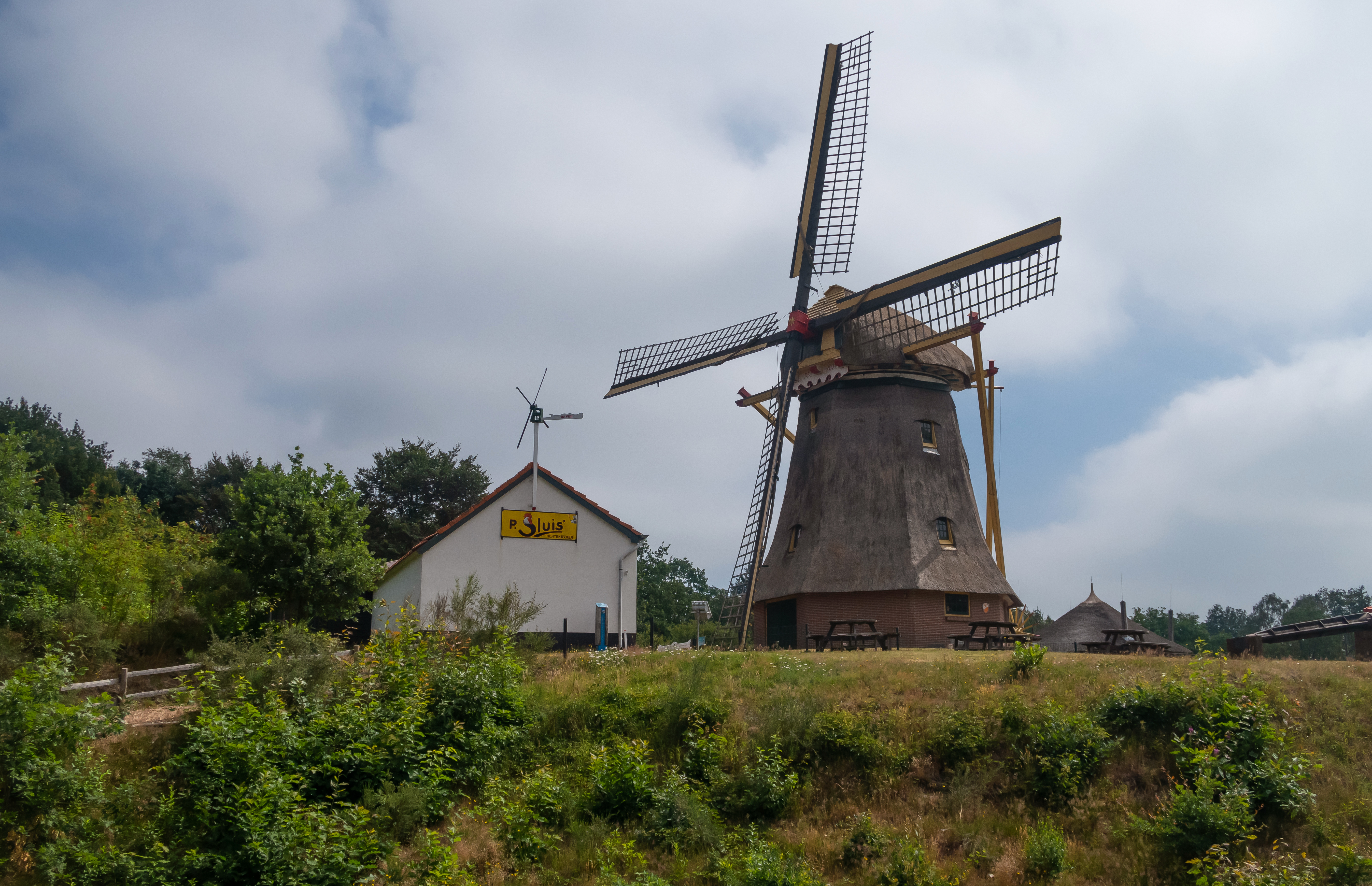
Wapenveld, el molino: korenmolen de Vlijt
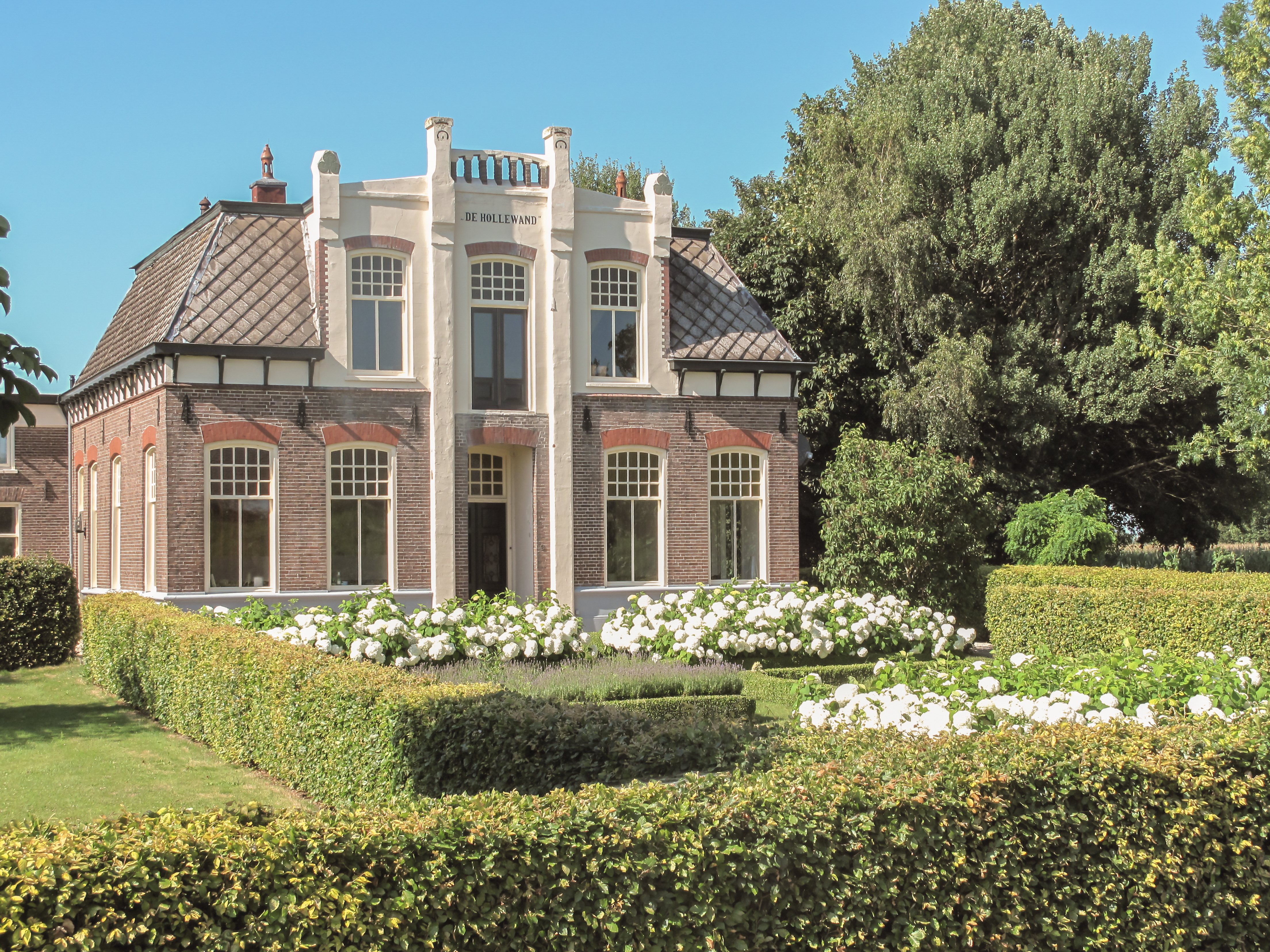
Veessen, la granja: boerderij de Holle Wand